# Oxira guadarramensis
Oxira guadarramensis är en fjärilsart som beskrevs av Charles Boursin 1932. Oxira guadarramensis ingår i släktet Oxira och familjen nattflyn. Inga underarter finns listade i Catalogue of Life.